# Mohammed Hamad
Mohammed Hamad (født 9. juni 1985) er en tidligere professionel fodboldspiller, hvis primære position var på den offensive midtbane og sekundært i angrebet.

## Spillerkarriere
Hamad har tidligere spillet for fodboldklubber såsom SønderjyskE og tyske Flensborg 08.
Hamad var allerede som 16-årig blevet inviteret til prøvetræning i tyske Hertha Berlin. Dog blev det ikke til nogen kontrakt, og han forsatte karrieren i SønderjyskE som junior og ynglinge. Da han blev senior i sommerpausen 2003, valgte han at underskrive en aftale med tyske Flensburg 08 som lå nr. 17 i den tyske Regionalliga. Opholdet i Tyskland varede dog kort, da den offensive midtbanespiller pådrog sig en korsbåndskade. Allerede efter syv kampe ud af de første otte blev Hamad skadet. Han vendte dog hurtigt tilbage og efter sit tyske ophold vendte han tilbage til barndomsklubben SUB Sønderborg, som lå i jyllandsserien. Her spillede han i foråret 2005.
I vinterpausen 2006/2007 skiftede Hamad fra Sønderjylland til 2. divisionsklubben AB 70. Der blev Hamad straks en fast bestanddel af Vestamager-klubbens førsteholdstrup i forårssæsonen 2007, hvor han blev noteret for elleve divisionskampe ud af i alt tolv mulige. Til trods for indsatsen endte divisionsholdet på sidstepladsen i divisionen. Dansk Boldspil-Unions turneringsmæssige ændringer af Danmarksturneringen i fodbold medførte en udvidelse af klubantallet i 2. division forud for den kommende sæson, hvilket tillod AB 70 at forblive i den tredjebedste fodboldrække.
I sommerpausen 2007 valgte Hamad i stedet at underskrive en spillerkontrakt med de nyligt nedrykkede 2. divisionskollegaer og lokalrivaler Boldklubben Fremad Amager. Hamad fik sin førsteholdsdebut for amagerkanerne i forbindelse med et lokalopgør i 2. division Øst på udebane den 5. august 2007 i Sundby Idrætspark mod naboerne fra B 1908, da han blev skiftet ind i det 46. minut i stedet for Morten K. Nielsen – kampen endte med en 2-1 sejr til Fremad Amager. Efter fire førsteholdskampe (to divisionskampe og to pokalkampe med samlet godt 180 minutters spilletid) på Fremad Amagers midtbane i efterårssæsonen 2007 blev aftalen i vinterpausen 2007/08 imidlertid opsagt af klubledelsen, da man ikke kunne enes om et forsat samarbejde. I vinterpausen 2007/08 overvintrerede holdet på førstepladsen i 2. division Øst.
Hamad forlod således Sundby-klubben inden transfervinduets lukning i januar 2008 og blev tilknyttet Ølstykke FC's 1. divisionshold med den nytiltrådte cheftræner Clement Clifford, på daværende tidspunkt placeret på sidstepladsen med 10 point, forud for forårssæsonen 2008 på en kontrakt for den restende del af 2007/08-sæsonen. Forinden havde Hamad forsøgt sig til prøvetræning i Hvidovre IF, men valgte i sidste ende Ølstykke FC, da: "det lød mere interessant". Debuten i den næstbedste række skete den 30. marts 2008 i forbindelse med en hjemmebanekamp (den første turneringskamp for ØFC i foråret) på Ølstykke Stadion mod SønderjyskE, hvor Hamad blev benyttet i en position som angriber og i det 62. minut af 2-0 nederlaget blev skiftet ud med Jackie Christensen.
Efter et prøveophold i Union Berlin fra 2. Bundesliga valgte Hamad at vende tilbage til Ølstykke, hvor han spillede et halvt år i 2. div. Herefter gik turen til tyske ETSV Flensburg Weiche, hvor Hamad indgik en toårig aftale med tyskerne.